# Natsagiin Udval
Aquest és un nom mongol. El nom és «Udval», i «Natsagiin» és un patronímic, no un cognom.

Natsagiin Udval   (Erdenemandal, 5 de març de 1954) és una política mongola. Des del 2010 ha estat la secretària general del Partit Revolucionari del Poble de Mongòlia des del 2010. És la ministra de Salut del Mongòlia. Va ser candidata a les eleccions presidencials de Mongòlia del 2013, sent la primera dona que ho va fer. Udval dona suport a l'expresident Nambaryn Enkhbayar que està a la presó per càrrecs de corrupció.
El 26 de juny de 2013, el president en funcions Tsakhiagiin Elbegdorj, candidat del Partit Democràtic, va guanyar a les eleccions presidencials de Mongòlia de 2013 amb un 50,23% del total dels vots, mentre que el candidat del Partit del Poble de Mongòlia, Badmaanyambuugiin Bat-Erdene va obtenir el 41,97%, i Natsagiin Udval va obtenir el 6,5% del total de vots.
Com a ministre de Salut, l'única tasca notable d'Udval ha estat un canvi en la norma de tractament mèdic dels presos que va permetre a l'expresident Nambaryn Enkhbayar, condemnat per càrrecs de corrupció, passar menys d'un mes a la presó i passar la major part dels seus dos i mig any de condemna com a pacient al Segon Hospital General, on els alts càrrecs governamentals són atesos mèdicament.